# İsmail Akbaşlı
İsmail Akbaşlı (* 10. Januar 1963 in Saimbeyli) ist ein ehemaliger türkischer Fußballspieler und -trainer.

## Spielerkarriere

### Verein
Die Anfänge von Akbaşlıs Karriere sind undokumentiert. Als erste belegte Tätigkeit spielte er als Achtzehnjähriger in der Saison 1981/82 beim Erstligisten Adanaspor. Bei diesem Verein, der die vorherige Saison als türkischer Vizemeister beendet und damit den größten Erfolg der Vereinsgeschichte erreicht hatte, wurde er in der Rückrunde der Saison 1981/82 in den Profikader aufgenommen. So gab er in der Pokalbegegnung vom 3. März 1982 gegen Antalyaspor auch sein Profidebüt. Etwa drei Wochen später debütierte er auch mit seinem Einsatz im Spiel gegen Beşiktaş Istanbul in der 1. Lig. In den verbleibenden Ligaspielen wurde er nahezu durchgängig eingesetzt und beendete die Saison mit sieben Ligaeinsätzen und einem Tor. Mit der Saison 1982/83 eroberte er sich Akbaşlı auf Anhieb einen Stammplatz und beendete die Saison mit 32 Ligaeinsätzen und neun Toren. Damit wurde er zum erfolgreichsten Torschützen seiner Mannschaft und wurde gegen Saisonende türkischer U-21-Nationalspieler. Mit der Saison 1983/84 steigerte Akbaşlı seine Vorjahresleistung ein weiteres Mal und beendete die Saison mit 13 Toren in 27 Ligaspielen. Damit wurde er erneut erfolgreichster Torschütze seiner Mannschaft und einer der erfolgreichsten Torjäger dieser Erstligasaison. In dieser Spielzeit wurde er auch türkischer A-Nationalspieler. Sein Verein beendete die Saison als Vorletzter und musste nach 14-jähriger Erstligazugehörigkeit wieder in die 2. Lig absteigen.
Nach dem Abstieg Adanaspors zum Sommer 1984 wechselte Akbaşlı zur neuen Saison zum Erstligisten Gençlerbirliği Ankara. Hier beendete er die erste Saison mit 18 Pflichtspielen und drei Toren deutlich hinter seinen Vorjahresleistungen. In seiner zweiten Spielzeit für die Hauptstädter, der Saison 1985/86, kam er auf 10 Tore in 30 Pflichtspielen und knüpfte damit an seine alte Form wieder an.
Nachdem er die Hinrunde der Saison 1986/87 noch bei Gençlerbirliği verbracht hatte, wechselte Akbaşlı zur Rückrunde innerhalb der 1. Lig zu Malatyaspor. Dieser ehemals unbekannte und hochverschuldete Verein wurde Anfang der 1980er Jahre von dem aus Provinz Malatya stammenden Mäzen Nurettin Soykan aufgekauft. Dieser investierte als Vereinspräsident große Summen in die Mannschaft und finanzierte so im Sommer 1984 mit dem Aufstieg die erste Erstligateilnahme der Vereinsgeschichte. Die Vorbereitungen für die kommende Saison begann der Verein bereits Wochen vor dem offiziellen Saisonende unmittelbar nach der gewonnenen Zweitligameisterschaft. Der Verein versuchte vergeblich, namhafte Spieler von den drei großen Vereinen Beşiktaş Istanbul, Fenerbahçe Istanbul und Galatasaray Istanbul zu verpflichten. Dabei scheiterten die Verpflichtungen nicht an der geforderten Summe, sondern vielmehr an der Tatsache, dass keiner der Stars in der Provinz spielen wollten. Schließlich begnügte man sich mit den Spielern der restlichen Erstligateams und verpflichtete neben Malik Gençalp, Çetin Aslan, Oktay Çevik, Cavit Kurucu, Eren Talu und in der Winterpause İsmail Akbaşlı. Bei seinem neuen Arbeitgeber stieg er sofort zum Stammspieler und Leistungsträger auf und erreichte zum Saisonende den sechsten Tabellenplatz. In der Zeit bei Malatyaspor erhielt Akbaşlı die im türkischen Fußball namhaften Mitspieler wie von Galatasaray die Nationalspieler Metin Yıldız und Adnan Esen, von Gaziantepspor die Shootingstars Bünyamin Süral und Ünal Karaman, den amtierenden Nationaltorwart Yaşar Duran und den Nationalspieler Ceyhun Güray. Mit diesem Kader beendete Akbaşlıs Verein die Saison 1987/88 auf dem dritten Tabellenplatz und erreichte die beste Erstligaplatzierung der Vereinsgeschichte. Er selbst zählte mit fünf Toren in 35 Spielen zu den wichtigen Leistungsträgern dieses Erfolges. Die Saison nach diesem Erfolg verlor er seinen Stammplatz und beendete sie mit lediglich fünf Einsätzen.
Im Sommer 1989 wechselte Akbaşlı zum Erstligisten Adana Demirspor und damit zum Erzrivalen seines früheren Vereins Adanaspor. Auch hier etablierte er sich schnell als Stammspieler und beendete die Saison mit 31 Pflichtspielen und mit fünf Toren. Da sein Verein den Klassenerhalt verfehlte, spielte er die nächste Saison in der 2. Lig. In der ersten Zweitligasaison verfehlte er seinen Stammplatz und beendete die Saison mit lediglich drei Ligaeinsätzen. Mit seinem Verein beendete er diese Zweitligasaison als Meister und erreichte so den direkten Wiederaufstieg in die 1. Lig. Nach diesem Erfolg verließ er aber den Verein und heuerte beim Drittligisten Ercişspor an. Hier spielte er eine Saison und beendete anschließend seine Karriere.

### Nationalmannschaft
Akbaşlıs Nationalmannschaftskarriere begann im Oktober 1983 mit einem Einsatz für die türkischen U-21-Nationalmannschaft. Im nächsten Jahr wurde er im Rahmen eines Testspiels gegen die Ägyptische Nationalmannschaft vom Nationaltrainer Coşkun Özarı zum ersten Mal und für das Aufgebot der türkischen Nationalmannschaft nominiert und absolvierte in dieser Partie sein einziges A-Länderspiel.
Insgesamt absolvierte er zwei U-21- und ein A-Länderspiele.

## Trainerkarriere
Um die Jahrtausendwende arbeitete Akbaşlı bei Hatayspor und Malatyaspor als Co-Trainer. Ab dem Sommer 2005 ist er für Adanaspor als Nachwuchstrainer tätig.

## Erfolge
Mit Malatyaspor
- Dritter der Süper Lig: 1987/88

Mit Adana Demirspor
- Meister der TFF 1. Lig und Aufstieg in die Süper Lig: 1990/91